# Петропавлівський монастир

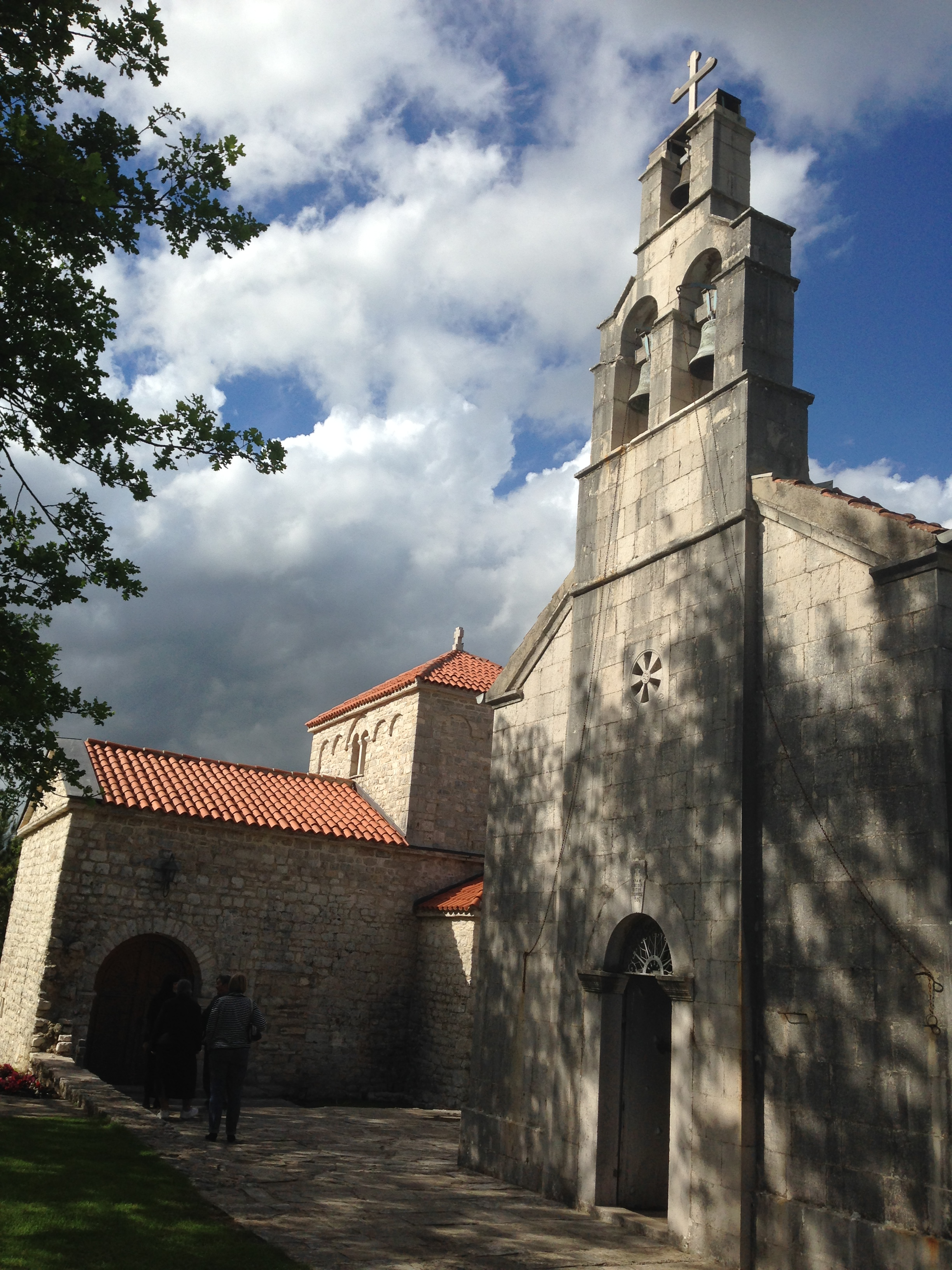
Петропавлівський монастир

Петропавлівський монастир — перший монастир Сербської Православної Церкви в селищі Доньє Чичево.

## Історія
Монастир заснований наприкінці серпня 1998 року, коли для потреб сестринства була побудована нова резиденція з монастирською каплицею. Монастирський комплекс складається з двох церков: одна присвячена св. Петру, відновлена у теперішньому вигляді в 1906 р. Інша, присвячена св. Павлу, спочатку була просто баптистерієм, була відремонтована в 2007 році.
Монастир розташований за 4 км на південний схід від Требинє, на краю Джіварського поля в селищі Доньє Чичево, вздовж головної дороги, яка проходить мимо західного схилу Джіварського поля.

## Археологія
Австрійський генерал Бабич у 1883 році здійснив перші невеликі розкопки. Протягом 1906 р. залишки церкви св. Петра зафіксував С. Делич. У 1911 р. Володимир Чорович розкопав могили біля церкви св. Павла та ворота навколо неї.
У рамках югославсько-американського проекту в 1968 році були проведені розкопки на території Требишниці. Знахідки археологічних розкопок знаходяться в Музеї Герцеговини в Требинє. Археолог Марко Попович церкву св. Петра пов'язує із заснуванням бенедиктинського монастиря св. Петра де Кампо, не пізніше 1980-х років, під час сильної експансії бенедиктинців.
Церкву св. Павла Попович датує серединою XII століття, коли про поховання префекта Деси згадується у праці М. Орбіна. У церкві святого Павла не було купола та склепінь, а лише дерев'яна конструкція даху. Обробки віконних біфор та пізнішого обмурованого аркового порталу, Попович приписує романській архітектурі.
Протягом 2001 року Джордже Янкович здійснив ревізійні археологічні розкопки в церкві св. Павла та місцевості, де був побудований щойно заснований монастир. Нова знахідка 2001 року — баптистерій, виготовлений з тегули (антична цегла з плоскою покрівлею) і покритий розчином, змішаним з подрібненою античною цеглою.
Археолог Джордже Янкович вважає, що ці два храми датуються античним періодом, коли на цьому місці був собор Зізи і, можливо, єпископське місце того часу. Після цього храми кілька разів руйнували. Вперше базиліка була зруйнована на початку V століття, під час маршу західних готів з Греції до Італії, а другий шар знесення пов'язаний з походом аварців та слов'ян до Далмації наприкінці VI і початок 7 ст. Після пожежі за часів аварів (між 597 і 615 роками) церква св. Петра була відновлена лише в 1906 році.

## Сучасність
Нинішня церква св. Петра більших розмірів і побудована в 1906 році. Збереглися залишки стін найдавнішої церкви св. Петра, в 1999 році їх покрили бетоном, в який клали кам'яні плити. Роботи проводились таким чином, що контури базового плану навколо церкви, побудованої в 1906 році, були позначені бетонними смугами. Таким чином збереглася частина стін та фундаментів найстарішої церкви, яку розкопав М. Попович у 1968 році.
Церква св. Павла побудована у 2007 році. Всередині знаходиться нещодавно відкритий баптистерій.
Окрім богослужінь, сестри також проводять свій час у майстернях з шиття та вишивки, іконопису, виготовлення пахощів, каліграфії. У сусідній школі черниці проводять релігійні заняття. Серед сестер монастиря є черниці з інших країн.

## Національна пам'ятка
Археологічні розкопки — залишки церков св. Петра і св. Павла, церква св. Петра, яка була побудована в 1906 році, некрополь у Чичево оголошені національною пам'яткою Боснії та Герцеговини.
Рішення було прийнято Комісією з питань збереження національних пам'яток на сесії, яка відбулася 4  8 березня 2003 року.